# Meister des Dominikaner-Triptychons

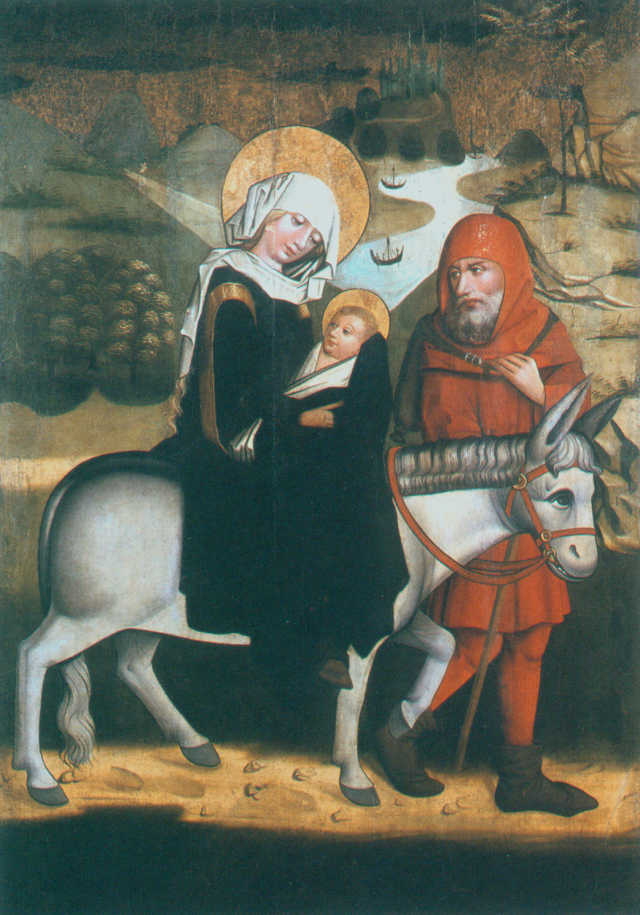
Ausschnitt des Triptychons, Erasmus-Ciołek-Bischofspalast

Der Meister des Dominikaner-Triptychons (polnisch Mistrz Tryptyku Dominikańskiego) war in der zweiten Hälfte des 15. Jahrhunderts als Maler in Krakau tätig. Sein Notname leitet sich von dem Altarbild Dominikaner-Triptychon ab, das in den 1460er Jahren als Hauptaltar für die Krakauer Dominikanerbasilika entstand.

## Leben
Der Künstler  schuf im Stil der internationalen Spätgotik, die von der Kunst Flanderns beeinflusst war. Er malte Tafelbilder für die Dominikanerbasilika und Wawel-Kathedrale. Ihm wird ebenfalls der gotische Hauptaltar der Kathedrale zugeschrieben sowie der Altar der Pfarrkirche in Kasina Wielka. Seine Werke befinden sich heute im Erasmus-Ciołek-Bischofspalast, Diözesanmuseum Tarnów und in der Wawel-Kathedrale.